# Altenburg Stadion
Altenburg Stadion to wielofunkcyjny stadion znajdujący się w mieście Wettingen, w Szwajcarii. Na tym stadionie swoje mecze rozgrywa drużyna piłkarska FC Wettingen 93. Stadion może pomieścić 10 000 widzów, miejsc siedzących jest 1 500.